# António Maria Mourinho
António Maria Mourinho (Sendim, 14 de fevereiro de 1917 — Lisboa, 13 de julho de 1996) foi um etnógrafo, etnólogo e arqueólogo português.

## Biografia
António Mourinho estudou num seminário em Bragança em 1941, e tornou-se reitor da freguesia mirandesa de Duas Igrejas em 1942. Entre 1960 e 1970 estudou em Espanha no Instituto de Alta Cultura, da Direção-Geral do Património Cultural e do Conselho Nacional de Investigações Cientificas de Madrid. Entre 1970 e 1975 estudou na Faculdade de Letras da Universidade do Porto e graduou-se em ciências históricas e geográficas, e também frequentou a Universidade de Valhadolide entre 1984 e 1985, onde se graduou em museologia. Contribuiu para a fundação do Museu da Terra de Miranda, onde foi diretor entre 1982 e 1991. Em 1995 ajudou a elaborar a Convenção Ortográfica da Língua Mirandesa (em mirandês:  Cumbençon Ourtográfica de la Lhéngua Mirandesa). Foi nomeado Oficial da Ordem Militar de Cristo em 1943, recebeu a Medalha de Mérito Turístico (grau prata) em 1979, o Prémio Europeu de Arte Popular em 1982 e também obteve o título de cidadão honorário e recebeu a Medalha de Honra de Miranda do Douro (grau ouro) em 1991.

## Obras
- Coreografia Popular Transmontana (1953)
- Malha do Cereal na Cardenha e Coro dos Malhadores (1955)
- Teatro Rural em Trás-os-Montes (1956)
- Diversidades Subdialetais do Mirandês (1960)
- Nuossa Alma i Nuossa Tierra (1961)
- Scoba Frolida an Agosto: Lienda de Nuossa Senhora de l Monte de Dues Eigreijas (1983)
- Grupo Folclórico Mirandês de Duas Igrejas (1983)
- Cancioneiro Tradicional e Danças Populares Mirandesas (1984)
- Epigrafia Latina aparecida entre Sabor e Douro desde o Falecimento do Abade de Baçal: 1947 (1988)
- Terra de Miranda: Coisas e Factos da Nossa Vida e da Nossa Alma Popular (1991)
- Guerra dos Sete Anos ou Guerra do Mirandum (1994)
- Curriculum Vitae: Notas Culturais (1995)